# Mikýřova úžasná pouť internetem
Mikýřova úžasná pouť internetem (též MÚPI) je komediální pořad publikovaný na internetových platformách YouTube a HeroHero, jehož zakladatelem je bavič a několikanásobný mistr ČR ve snowboardingu Martin „Mikýř“ Mikyska. Pořad byl od svého prvopočátku do 30. ledna 2023 uváděn na MALL.TV.
Původně Mikyska v pořadu satiricky informoval o dění na internetu. Konkrétně šlo o slavné influencery (tiktokery, youtubery) a další na internetu kontroverzní osobnosti, ale i politiky, herce nebo zpěváky. První epizoda se jmenuje Bouře jménem Richard Krajčo řádí na internetu a byla publikována 6. června 2020.
V lednu 2022 tato videa Mikyska doplnil o livestreamy s názvem MÚPI Night LIVE (nyní MÚPI NAJT LAJF) a v prosinci téhož roku také o talkshow s názvem MÚPI Talk. Posledním projektem Mikysky a jeho týmu je pořad s názvem Vědomostní soutěž, který byl publikován v říjnu 2024.

## Původní formát
Klasický MÚPI formát spočívá v kritice nějaké osoby nebo kauzy, v kombinaci s famózními animacemi. Jako správné úvahové video má úvod, stať a závěr. V intru videí figuruje raketa s Mikýřem uvnitř, která vylétává do vesmíru symbolizující internet. Zejména poslední epizody se formátem lehce liší, například La Secrete, Sukulent nebo Webinář spíše parodují konkrétní video nebo žánr a nestojí čistě na Mikýřovi. Dalším dílem, který se liší od ostatních, je Boss Luděk Nugeta, který je pouze videoklipem (Mikýřovy písně jako Je to vaše chyba nebo Seriózní byznys je seriózní se do té doby objevovaly pouze jen jako součástí MÚPI dílů).
Zatím jediným dílem, který se drží MÚPI konceptu, ale mění jeho provedení, je epizoda Je to vaše chyba aneb kauza vládní TikTok, která je po necelých šest minut své metráže dělána tzv. „líným editem“ – odfláklejším stylem animace, svedené na spěch vydání epizody, která má kromě výjimek premiéru vždy v neděli večer.

## Epizody v původním formátu
| Díl | Datum publikace    | Název                                                            | Délka |
| --- | ------------------ | ---------------------------------------------------------------- | ----- |
| 1   | 6. června 2020     | Bouře jménem Richard Krajčo řádí na internetu                    | 03:28 |
| 2   | 14. června 2020    | ViralBrothers opět promořují YouTube                             | 04:03 |
| 3   | 21. června 2020    | Jak udělat z malých usmrkanců zocelené gladiátory                | 03:38 |
| 4   | 29. června 2020    | Geografické memíky pro zcestovalé pepíky. Růže českého internetu | 03:29 |
| 5   | 7. července 2020   | Influenceři. Fungují skvěle, ale někdy také ne                   | 03:09 |
| 6   | 13. září 2020      | FIZI je busy aneb jak vydělat na dětech                          | 05:51 |
| 7   | 20. září 2020      | Kazma na to kápl. Co je klíčem k úspěchu?                        | 06:21 |
| 8   | 27. září 2020      | Přemotivované motivační video, které musíš vidět                 | 04:05 |
| 9   | 6. října 2020      | Přehlídka volebního bizáru! Kdo tohle vyrábí?                    | 04:24 |
| 10  | 12. října 2020     | Adolfeen: Plod koronavirové epidemie                             | 04:46 |
| 11  | 25. října 2020     | Byznysmen Tary jde přes mrtvoly                                  | 05:33 |
| 12  | 2. listopadu 2020  | Kdo bude příští prezident?                                       | 04:33 |
| 13  | 9. listopadu 2020  | 2020: Bitva o český TikTok                                       | 05:26 |
| 14  | 16. listopadu 2020 | Věřte nevěřte: Ondra Vlček                                       | 05:55 |
| 15  | 23. listopadu 2020 | Dej dar dnes i ty do každé rodiny                                | 06:54 |
| 16  | 1. prosince 2020   | Lovec bouřek Adam Kajumi                                         | 11:33 |
| 17  | 23. prosince 2020  | Maximum líbezné motivace aneb garantovaný pasivní příjem         | 20:08 |
| 18  | 10. ledna 2021     | Nový rok, nová MÚPI. Tohle nikdo nečekal!                        | 08:10 |
| 19  | 27. ledna 2021     | Kryptošlechtic čmoula: Kvantový mysticizmus                      | 19:29 |
| 20  | 7. února 2021      | Je to vaše chyba aneb kauza vládní TikTok                        | 05:40 |
| 21  | 15. února 2021     | Hledání pravdy o vaku z cínu!                                    | 09:38 |
| 22  | 1. března 2021     | Jon Marianek – Czech Bad Boy in USA. Čechy hejtuju, kámo         | 13:25 |
| 23  | 7. března 2021     | Le Secrete – Le Film by Le Martan Mikynsky                       | 07:16 |
| 24  | 14. března 2021    | Lord Mikynsky – Boss Luděk Nugeta (OFFICIAL VIDEO)               | 01:55 |
| 25  | 21. března 2021    | Webinář – Jak by mohl Petr Ludwig působit jako menší kretén      | 14:18 |
| 26  | 28. března 2021    | Sukulent                                                         | 05:53 |
| 27  | 15. dubna 2021     | Svět směšných                                                    | 15:35 |
| 28  | 1. května 2021     | Jak se Lord Mikynsky Lordem stal                                 | 07:47 |
| 29  | 11. května 2021    | Sranda skončila! Jde se Marinádkovat                             | 18:03 |
| 30  | 20. června 2021    | Adéla z Agrofertu, který nevlastní náš premiér                   | 04:23 |
| 31  | 7. července 2021   | Zaručené tipy na zaručený život, které zaručeně fungují!         | 17:16 |
| 32  | 22. červenec 2021  | Kryptomalinádek strikes back!                                    | 10:18 |
| 33  | 5. září 2021       | Js*e totál*ě v prdeli! Vy*větlím.                                | 23:45 |
| 34  | 14. září 2021      | Tomio má buď pindíka, nebo pipinku. Ukážeme vám pravdu!          | 18:00 |
| 35  | 27. září 2021      | Jak Se Dostaneme Z Prů*eru? #ENDIKURVAKVOLBAM                    | 02:12 |
| 36  | 1. října 2021      | Koho bude Mikýř volit? #ENDIKURVAKVOLBAM                         | 16:20 |
| 37  | 08. října 2021     | Mikýřova Úžasná Pouť Volbami 2021                                | 58:13 |
| 38  | 22. října 2021     | VOLBY WARS: Návrat Demokracie                                    | 05:10 |
| 39  | 31. října 2021     | Kdo je záhadný Nechci hlasovat? /w CZC.CZ                        | 09:52 |
| 40  | 13. listopadu 2021 | Komu všemu chci fyzicky ublížit?                                 | 10:16 |
| 41  | 29. listopadu 2021 | Jon zase podvádí!                                                | 13:28 |
| 42  | 13. prosince 2021  | Zvyšuje sláva úspěch na Tinderu?                                 | 07:44 |
| 44  | 31. prosince 2021  | CTKRV - Sonda do světa mladých                                   | 05:24 |
| 45  | 25. ledna 2022     | Mikýř – Internetová pouť úžasem (OFFICIAL VIDEO)                 | 03:54 |
| 46  | 6. února 2022      | Tohle jste vidět nechtěli, ale museli!                           | 11:51 |
| 47  | 24. února 2022     | Konflikt na Ukrajině \| MÚPI view                                | 26:32 |
| 48  | 2. května 2022     | HELENA HOUDOVÁ EZOKNĚŽNA POSVÁTNÉHO PODVODU                      | 25:16 |
| 49  | 16. května 2022    | Opravdu Jsou Nadržené Ženy Ve Vašem Okolí?                       | 11:51 |
| 50  | 22. června 2022    | TOP 10 WTF Momentů Jaromíra Soukupa                              | 21:10 |
| 51  | 8. července 2022   | Filizofie Clash of Clans 2                                       | 12:23 |
| 52  | 19. srpna 2022     | XIXOIO - Nejkontroverznější Projekt Českého Kryptosvěta          | 27:04 |
| 53  | 11. září 2022      | Barva Bugatti LamboToma z Betcademy odhalena!                    | 11:47 |
| 54  | 22. září 2022      | Proč Jsou Shopaholic Adel, nebo Sugar Denny Tak Populární?       | 11:02 |
| 55  | 23. listopadu 2022 | NEJHORŠÍ SCAMY V ČESKU                                           | 20:06 |
| 56  | 20. prosince 2022  | NAPLNIL JSEM STUDIO 1 000 000 KACHNIČEK                          | 18:48 |
| 57  | 1. ledna 2023      | VOLBY WARS: PRESIDENT EDITION                                    | 8:58  |
| 58  | 24. ledna 2023     | PREZIDENTSKÉ VOLBY 2.0 - FINAL FIGHT                             | 5:04  |
| 59  | 15. února 2023     | KDO JE DANA? ODHALENÍ NEJVĚTŠÍ ZÁHADY ČESKÉHO INTERNETU          | 5:55  |
| 60  | 12. března 2023    | MÚPI Kabinet kuriozit                                            | 9:59  |
| 61  | 9. dubna 2023      | Prankuju důchodce jako důchodce                                  | 4:27  |
| 62  | 15. května 2023    | Vyjádření ke kauze Mikýř vs Kovy vs Já jsem Dana                 | 8:10  |
| 63  | 16. prosince 2023  | NEJVĚTŠÍ PODVOD V DĚJINÁCH LIDSTVA                               | 59:31 |
| 64  | 29. září 2024      | Okrádá Mr.Beast naše děti? 👀                                    | 22:31 |
| 65  | 3. února 2025      | Z DOKTORKY EZOKNĚŽNOU \| Příběh Soni Pekové                      |       |
| 66  | 2. března 2025     | HROMADNÉ ORGIE ZACHRÁNÍ SVĚT 😳 \| SEKTA ALLATRA                 |       |
| 67  | 6. kubna 2025      | Proč milujeme REALITY SHOWS?                                     |       |
| 68  | 18. května 2025    | Pozvali jsme influencery na výlet do Číny. Jak to dopadlo?       |       |
| 69  | 7. července 2025   | Tento muž prodává NESMRTELNOST 😳\| Bryan Johnson                |       |

## Další formáty

### MÚPI NAJT LAJF
MÚPI NAJT LAJF je sérií livestreamů vysílaných každé pondělí od 19 hodin. Spolu s Mikyskou se v živém vysílání vyskytují členové jeho týmu Jan Cón a Vilém Franěk a také jeho hosté.
Sestřih z živých vysílání je publikován na Mikyskově druhém kanále s názvem Tohle není MÚPI.

### MÚPI Talk
MÚPI Talk je talkshow s velkou dávkou satiry. V rámci Mikyskova působení v Survivoru pak v období vysílání této reality show vycházela tzv. Ostrovní edice jeho talkshow.  
V původní sérii vyšlo 22 dílů, v Ostrovní edici 7.

### Vědomostní soutěž
Doposud posledním pořadem, který vznikl pod hlavičkou MÚPI, je parodie na známý pořad Chcete být milionářem? s názvem Vědomostní soutěž. Na realizaci tohoto projektu se podílí mj. i Vojtěch Kotek a Markus Krug.  

## MÚPI Crew
Členy tzv. MÚPI Crew (týmu, jež se podílí na výrobě pořadu) jsou:
- Martin Mikyska
- Jan Cón – marketing a MÚPI NAJT LAJF
- Vilém Franěk – marketing a MÚPI NAJT LAJF
- Jiří Rupprecht – střihač a grafik
- Ondřej Veselý – střihač a grafik